# 岡山県道327号富東谷久世線
岡山県道327号富東谷久世線（おかやまけんどう327ごう とみひがしだにくせせん）は、岡山県苫田郡鏡野町から真庭市に至る一般県道である。

## 概要
苫田郡鏡野町富東谷から真庭市目木に至る。

### 路線データ
- 起点：岡山県苫田郡鏡野町富東谷（岡山県道56号湯原奥津線交点）
- 終点：岡山県真庭市目木（国道181号交点）

## 路線状況

### 重複区間
- 岡山県道82号鏡野久世線（真庭市余野上 - 真庭市樫西）

## 地理

### 通過する自治体
- 岡山県
  - 苫田郡鏡野町 - 真庭市

### 交差する道路
| 交差する道路                        | 市町村名 | 市町村名 | 交差する場所 | 交差する場所 |
| ----------------------------------- | -------- | -------- | ------------ | ------------ |
| 岡山県道56号湯原奥津線              | 苫田郡   | 鏡野町   | 富東谷       | 起点         |
| 岡山県道82号鏡野久世線 重複区間起点 | 真庭市   | 真庭市   | 余野上       |              |
| 岡山県道335号余野上久米線           | 真庭市   | 真庭市   | 余野上       |              |
| 岡山県道82号鏡野久世線 重複区間終点 | 真庭市   | 真庭市   | 樫西         |              |
| 国道181号                           | 真庭市   | 真庭市   | 目木         | 終点         |

### 沿線
- 真庭市立余野小学校
- 真庭市立米来小学校